# John Edgar
John Edgar (ur. 1862 w Glasgow; zm. 9 czerwca 1910) – doktor medycyny, archeolog amator – badacz Wielkiej Piramidy. Prominentny działacz Badaczy Pisma Świętego.

## Życiorys
Urodził się w Glasgow w Szkocji. Na uniwersytecie w tym mieście odebrał wykształcenie w dziedzinie sztuk pięknych, wiedzy ogólnej i medycyny, po czym specjalizował się w medycynie kobiecej. W 1896 roku został mianowany chirurgiem dla kobiet w Royal Samaritan Hospital for Women w Glasgow. Brał czynny udział w działalności wielu towarzystw medycznych tamtych czasów, będąc równocześnie wiceprezesem jednego z nich. Autor publikacji dotyczących położnictwa i ginekologii w periodykach medycznych. Wykładowca położnictwa i ginekologii w Anderson’s College Medical School.
Został wychowany w wierze Kościoła prezbiteriańskiego jednak nie mógł się pogodzić z kalwinistyczną nauką o przeznaczeniu i o wiecznych mękach. W 1899 roku otrzymał książkę „Boski Plan Wieków”, która spowodowała, że przyjął wierzenia Badaczy Pisma Świętego. Postanowił też porzucić drogę kariery lekarskiej. Został jednym z pierwszych braci starszych w zborze w Glasgow. Szczególne wrażenie zrobiły na nim publikacje związane z Wielką Piramidą w Gizie.
W 1906 roku wyjechał z rodziną do Stanów Zjednoczonych, gdzie odwiedzał tamtejsze zbory. Nauczał o proroctwach łączących chronologię biblijną z Wielką Piramidą. Gościł również u założyciela ruchu Badaczy Pisma Świętego, Charlesa T. Russella w Allegheny. W 1907 roku w swoim testamencie Russell wskazał Johna Edgara w gronie osób, które miały sprawować pieczę nad czasopismem „Strażnica Syjońska” jako komitet redakcyjny po jego śmierci. J. Edgar przemawiał również w wielu większych miastach Wielkiej Brytanii. Wygłaszał wykłady w Niemczech w języku niemieckim oraz w Skandynawii, a w trakcie podróży do Egiptu i Palestyny również w Jerozolimie.

## Wielka Piramida

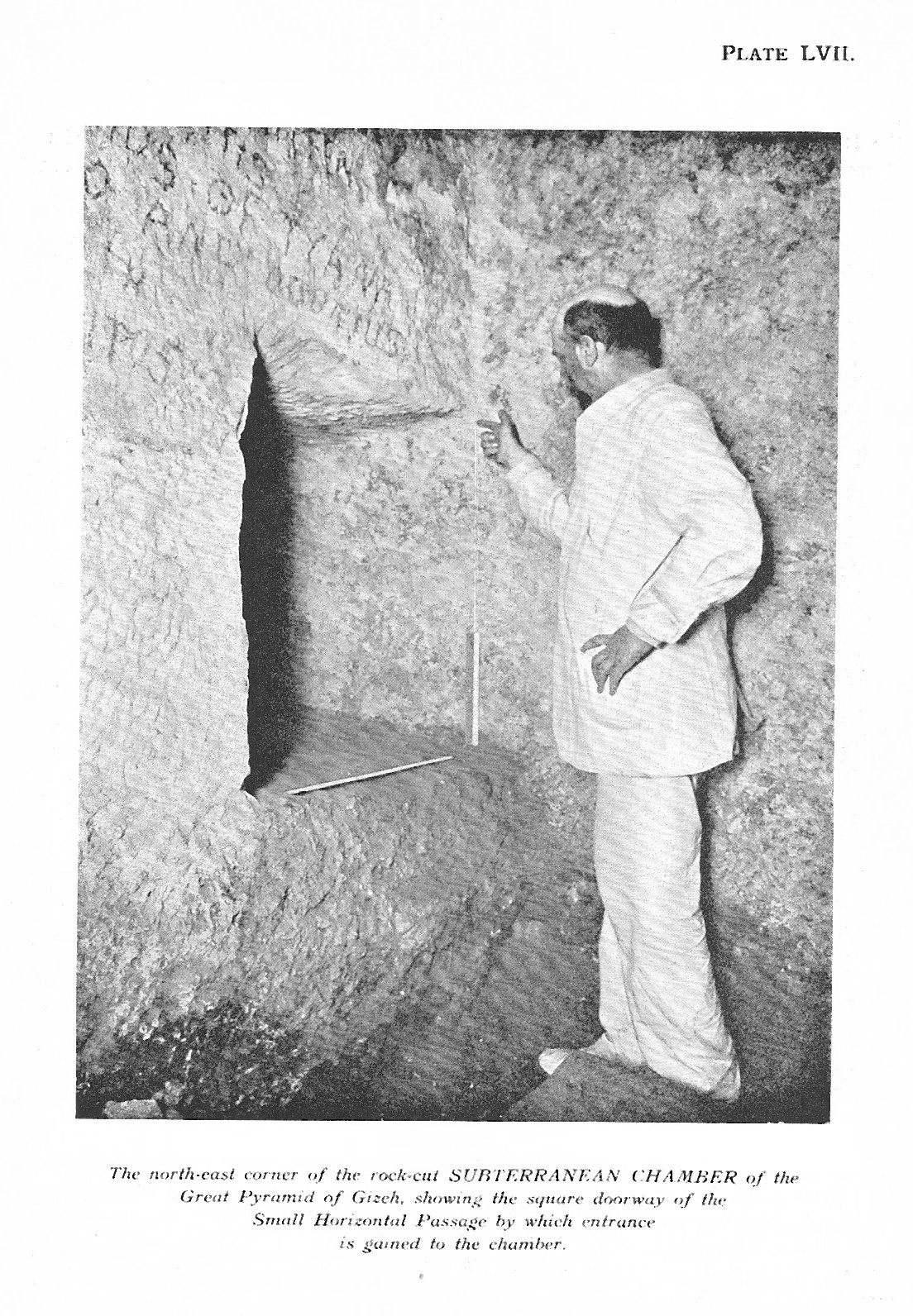
John Edgar w trakcie badań Wielkiej piramidy (1909)

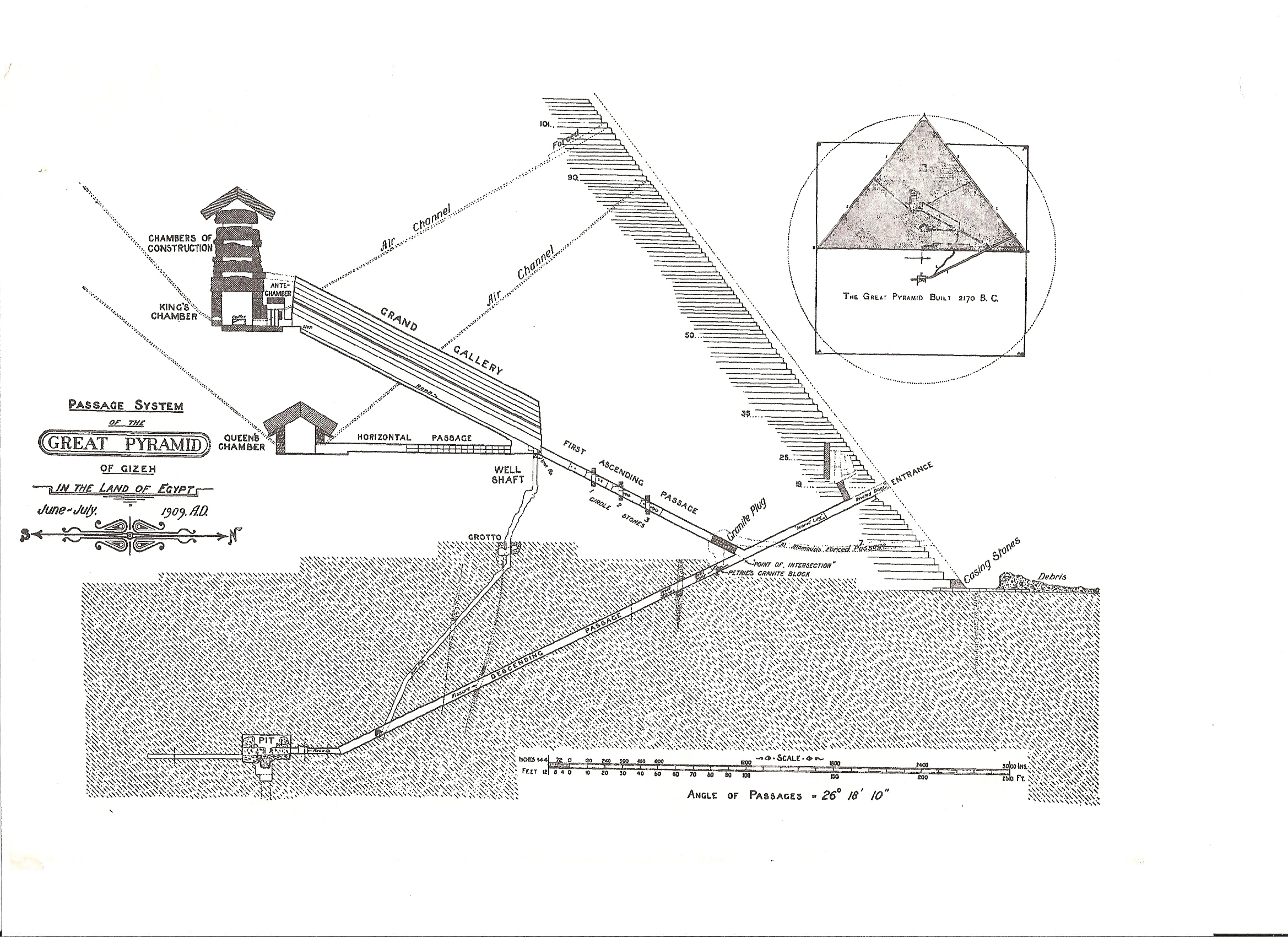
Szkic Wielkiej Piramidy wykonany przez braci Johna i Mortona Edgarów z lipca 1909 roku.

Wśród Badaczy Pisma Świętego zasłynął jako znawca Wielkiej Piramidy w Gizie. Razem ze swoim bratem, Mortonem w czerwcu i lipcu 1909 roku wykonali dokładne pomiary tej budowli oraz napisali dotyczące jej liczne opracowania, w tym trzytomową książkę „Przejścia Wielkiej Piramidy”. John Edgar napisał również kilka broszur o tematyce biblijnej: „Gdzie są umarli” (nakład 40 tys.), „Drzewo nad strumieniem wód wsadzone”, „Zachowanie tożsamości w zmartwychwstaniu”, „Historia życia Abrahama”, „Socjalizm i Biblia”.
Jego badania Wielkiej Piramidy miały wpływ na Badaczy Pisma Świętego, którzy w tym okresie na podstawie książki „Przyjdź Królestwo Twoje” C.T. Russela z 1891 roku wiązali tę budowlę ze słupem, wspomnianym w Księdze Izajasza 19:19,20. Twierdzono wówczas, że długość niektórych korytarzy w Wielkiej Piramidzie wskazuje na czas rozpoczęcia „wielkiego ucisku”, o którym jest mowa w Ewangelii według Mateusza 24:21. Sama zaś Wielka Piramida była uważana za „Biblię w Kamieniu”. Pogląd ten został odrzucony w 1928 roku po publikacji artykułów w „Strażnicy” z 15 listopada i 1 grudnia 1928 roku (wydanie polskie z 1 i 15 stycznia 1929 roku) wykazujących, że Bóg nie potrzebował żadnych kamiennych pomników wybudowanych przez pogańskich władców dla uwiarygodnienia orędzia przedstawionego w Biblii. Jednocześnie większość grup powstałych wśród Badaczy Pisma Świętego po śmierci C.T. Russella w dalszym ciągu odnosi się z szacunkiem do Wielkiej Piramidy i badań Johna Edgara.
W 1910 roku John Edgar poważnie zachorował. Zmarł po ciężkiej chorobie 9 czerwca 1910 roku.